# アラン・アルダ
アラン・アルダ（Alan Alda, 1936年1月28日 - ）は、アメリカ合衆国の俳優、脚本家、監督。TVシリーズ『M*A*S*H』でのホークアイ・ピアス役で有名である。

## 家族と生い立ち
アルダは、ニューヨーク州ニューヨークでイタリア系およびアイルランド系アメリカ人の家系に生まれた。本名は、アルフォンソ・ジョセフ・ダブルッツォ(Alphonso Joseph D'Abruzzo)。父は有名な俳優ロバート・アルダ（Robert Alda）で、母はミス・ニューヨークになったことがある。
アルダは、1956年にフォーダム大学を卒業後、米国陸軍に入隊し、朝鮮戦争後の韓国で砲術将校として兵役を務めた。また、卒業の翌年に結婚し、三女をもうけている。妻のアーリーン・アルダ（Arlene Alda）は、写真家、児童文学作家、クラリネット奏者として知られている。

## 『M*A*S*H』
『M*A*S*H』に出演した11年間に、アルダはエミー賞に21度ノミネートされ、そのうち5度受賞した。彼は、同じシリーズでエミー賞を演技、脚本、監督の3部門で受賞した初めての人物である。
彼は『M*A*S*H』の20本の脚本を執筆し（共同執筆を含む）、30本を監督した。彼が監督した作品には、テレビドラマ史上最高視聴率を獲得した2時間半に渡る最終回 Goodbye, Farewell, and Amen が含まれている。

## 『M*A*S*H』以後
- エミー賞に31度、トニー賞に2度ノミネートされ、ピープルズ・チョイス賞を7度、ゴールデン・グローブ賞を6度、全米監督組合賞を3度受賞している。2004年には、映画『アビエイター』の上院議員オーウェン・ブリュースター役で初めてアカデミー助演男優賞にノミネートされた。
- テレビドラマ『ER緊急救命室』に、医師ガブリエル・ローレンス役で5度ゲスト出演した。
- テレビドラマ『ザ・ホワイトハウス』に、2004年の第6シーズンから共和党の上院議員アーノルド・ヴィニック役で『M*A*S*H』以来初めてとなるレギュラー出演をしている。2006年にはこの役でエミー賞最優秀助演男優賞を受賞した。
- 2001年の演劇『QED...』で、ノーベル賞を受賞した物理学者リチャード・ファインマン役を演じた。
- PBSの "Scientific American Frontiers" シリーズのホストを務めている。(1993-2005年)[1]
- アタリ及びIBMのCMに出演。後者では『M*A*S*H』のキャストと共演している。
- 2005年には自伝 "Never Have Your Dog Stuffed: and Other Things I've Learned"（ISBN 1400064090）を出版している。
- 2016年に米国科学アカデミーより公共福祉メダル受賞。

## 主な出演作品
- Gone Are the Days! (1963年)
- 栄光のタッチダウン/不屈のプロ根性 Paper Lion (1968年)
- The Extraordinary Seaman (1969年)
- 愛の贈りもの Jenny (1970年) - テレビ映画
- 暗黒街の特使 The Moonshine War (1970年)
- 悪魔のワルツ The Mephisto Waltz (1971年)
- M*A*S*H M*A*S*H  (1972-1983年) - テレビシリーズ
- ドーベルマン犬の島 To Kill a Clown (1972年)
- 暗黒の檻を暴け The Glass House (1972年)
- セイム・タイム、ネクスト・イヤー Same Time, Next Year (1978年)
- カリフォルニア・スイート California Suite (1978年)
- 或る上院議員の私生活 The Seduction of Joe Tynan (1979年) - 脚本も
- 四季 The Four Seasons (1981年) - 監督・脚本も
- くたばれ!ハリウッド Sweet Liberty (1986年) - 監督・脚本も
- 素晴らしきニューヨーカーたちへ A New Life (1988年) - 監督・脚本も
- ウディ・アレンの重罪と軽罪 Crimes and Misdemeanors (1989年) -  ウディ・アレン監督
- 本日はお日柄も良く/ベッツィの結婚 Betsy's Wedding (1990年) - 監督・脚本も
- 暗闇のささやき Whispers in the Dark (1992年)
- 運命の瞬間/そしてエイズは蔓延した And the Band Played On (1993) Tテレビ映画
- マンハッタン殺人ミステリー Manhattan Murder Mystery (1993年) -  ウディ・アレン監督
- 死の渓谷 White Mile (1994)
- ジョン・キャンディの大進撃 Canadian Bacon (1995年)
- アメリカの災難 Flirting with Disaster (1996年)
- 世界中がアイ・ラヴ・ユー Everyone Says I Love You (1996年) -  ウディ・アレン監督
- ホワイトハウスの陰謀 Murder at 1600 (1997年)
- マッド・シティ Mad City (1997年)
- 私の愛情の対象 The Object of My Affection (1998年)
- クラブランド Club Land (1999年)
- ER緊急救命室 ER (1999年) - テレビシリーズ
- ハート・オブ・ウーマン What Women Want (2000年)
- キリング・ヤード The Killing Yard (2001年) - テレビ映画
- アビエイター The Aviator (2004年)
- ザ・ホワイトハウス The West Wing (2004年-) - テレビシリーズ
- 幸せのきずな Flash of Genius (2008年)
- ザ・クリミナル 合衆国の陰謀 Nothing But the Truth  (2008年)
- ペントハウス Tower Heist (2011年)
- ふたりのパラダイス Wanderlust (2012年)
- キャシーのbig C いま私にできること The Big C（2013年） - テレビシリーズ
- THE BLACKLIST/ブラックリスト (2014年-2015年)
- ブリッジ・オブ・スパイ Bridge of Spies (2015年)
- ロンゲスト・ライド The Longest Ride (2015年)
- マリッジ・ストーリー Marriage Story (2019年)